# Emese Kovács
Emese Kovács (ur. 1 marca 1991 w Baji) – była węgierska pływaczka, specjalizująca się głównie w stylu motylkowym.
Wicemistrzyni Europy z Eindhoven i wicemistrzyni Europy na krótkim basenie z Debreczyna na 200 m stylem motylkowym. 
Uczestniczka Igrzysk Olimpijskich z Pekinu (27. miejsce na 200 m stylem motylkowym).
W 2009 roku zakończyła sportową karierę.